# IT-Leiter
Der IT-Leiter, Leiter Informationstechnik, Chief Information Officer (früher auch EDV-Leiter) nimmt allgemein die Aufgaben der strategischen und operativen Führung der Informationstechnik (IT) in einer Organisation wahr.

## Bezeichnung
Im deutschsprachigen Raum gibt es mehrere Bezeichnungen für die Positionen des IT-Leiters beziehungsweise -Managers. Insbesondere in kleineren Organisationen sind die Begriffe Leiter Informationstechnik, IT-Leiter oder EDV-Leiter anzutreffen. In Aktiengesellschaften wird auch alternativ der Begriff IT-Vorstand verwendet, sofern er auf der Vorstandsebene angesiedelt ist. In internationalen Unternehmen oder in Großunternehmen wird er vermehrt als Chief Information Officer bezeichnet.

## Profil
Es existiert keine allgemeingültige Definition des Rollenprofils eines IT-Leiters. Ein IT-Leiter ist insbesondere verantwortlich für das Management der drei IT-Aufgabenbereiche:
- Planung,
- Technikauswahl zusammen mit dem IT-Architekten oder mit dem technischen Leiter,
- IT-Services

Zudem muss er die Rahmenbedingungen für die Werte und Ziele der IT-Funktion im Unternehmen festlegen und deren Einhaltung regeln (Compliance) sowie eine starke Verbindung zwischen der IT- und Geschäftsstrategie aufbauen. Das angestrebte Ziel ist die Entwicklung einer IT-Strategie, die von der Führungsebene gemeinschaftlich unterstützt und getragen wird.

## Aufgabenbereiche

### Operative Funktionen
Die Hauptaufgabe eines IT-Verantwortlichen besteht darin, den reibungslosen Betrieb der IT-Systeme sicherzustellen und die IT-Infrastruktur zu betreuen („Run The Business“). Es ist von grundlegender Bedeutung, die Funktionsfähigkeit der IT-Systeme im Unternehmen zu gewährleisten, da die IT einen starken Einfluss auf alle anderen Unternehmensbereiche hat. Dies umfasst auch die Erfüllung der Anforderungen der Benutzer hinsichtlich Qualität, Service und Verfügbarkeit durch den effektiven Einsatz von IT-Systemen. Der IT-Verantwortliche muss den Einsatz von technischen Ressourcen koordinieren und leiten, um die betrieblichen Arbeitsprozesse und Serviceabläufe zu verbessern. Zusätzlich ist er verantwortlich für die Förderung des Informationsflusses im gesamten Unternehmen und die Schaffung von Verbindungen, wie zum Beispiel das Teilen von Daten. Dabei spielt der Schutz der Privatsphäre jedes Einzelnen eine wichtige Rolle. Er ist somit verantwortlich für die Bereitstellung zuverlässiger und sicherer IT-Systeme, um einen effizienten Geschäftsbetrieb zu ermöglichen. Damit wird angestrebt, Vertrauen und Transparenz in die IT-Systeme aufzubauen. Die IT-Organisationseinheit muss diese Anforderungen zu angemessenen Kosten erfüllen. Der erste Aufgabenbereich wird häufig als „run the business“ zusammengefasst. Wie Rainer Janßen, CIO der Münchener Rück, es ausdrückt: „Die Basiserwartung ist erst einmal, dass der Laden läuft.“

### Innovations-Management
Der IT-Leiter muss die Möglichkeiten moderner IKT für das Unternehmen aufzeigen und stetig Innovationen vorantreiben, um vorhandene Verbesserungspotenziale auszuschöpfen („Change The Business“). Dazu beobachtet er die aktuellen Entwicklungen von potenziell relevanten technischen Innovationen und bewertet ihre Bedeutung für das Unternehmen. Er gibt den Anstoß zu neuen Technikprojekten. Es ist auch die Aufgabe des IT-Leiters, den richtigen Zeitpunkt für die Einführung von technischen Innovationen zu finden. Diese müssen spezifisch auf das eigene Unternehmen angepasst werden, damit sie tatsächlich wertschöpfend eingesetzt werden können. Anschließend muss der richtige Einsatz neuer Technologien unterstützt und überwacht werden. Neue Technologien, die für das Unternehmen wertschöpfend sind, müssen konsistent in das bestehende Unternehmensportfolio integriert werden.

### Geschäftseffizienz und strategische Beratung
Der IT-Manager ist für die effiziente Gestaltung des Unternehmens mitverantwortlich. Er analysiert verschiedene Optionen für das Unternehmen auf Basis der IT („Engineer The Business“). So kann beispielsweise die Werthaltigkeit einzelner Bereiche oder Prozesse im Unternehmen sowie der potenzielle Wertzuwachs durch neue Möglichkeiten bestimmt werden. Dadurch kann er einen Beitrag zu Make-or-Buy-Entscheidungen leisten. Hierfür muss ein IT-Leiter die Strukturen und Zusammenhänge im Unternehmen gut kennen. Er hat eine beratende Funktion für die Geschäftsführung und benötigt dazu umfangreiches Verständnis für die aktuelle Marktsituation. Dazu muss er über ein umfangreiches Verständnis für die aktuellen Marktsituation (auch Markttrends) verfügen. Er identifiziert Möglichkeiten für eine wettbewerbsorientierte Differenzierung, um zukünftige Geschäftsfelder für das Unternehmen zu ermitteln. Gegebenenfalls können die vorhandenen Vertriebs- und Distributionskanäle überarbeitet oder neue entwickelt werden. Dadurch kann er zukünftige Technikrichtungen und -prioritäten aufzeigen, die für die Wertsteigerung des Unternehmens wichtig sind. Die Entwicklung und Anpassung von IT-Strategien müssen jeweils in Übereinstimmung mit der Unternehmensstrategie vollzogen werden. Es ist möglich, dass sich Geschäftsstrategien aufgrund neuer IKT-Potenziale entwickeln oder verfeinern lassen. Für eine erfolgreiche Umsetzung müssen die notwendigen Strategien, Informationen, Erfahrungen, Methoden und IT-Unterstützung in den jeweiligen Bereichen zur Verfügung gestellt werden.

## In der Verwaltung

### Deutschland
Der Beauftragte der deutschen Bundesregierung für Informationstechnik, auch CIO Bund genannt, verwendet in seiner Internetadresse ebenfalls das Kürzel CIO. Markus Richter, Staatssekretär im Bundesinnenministerium, ist der CIO des Bundes.
In jedem deutschen Bundesland gibt es ebenfalls eine Person, die dort die Rolle des CIO, des Beauftragten für Informationstechnik innerhalb der jeweiligen Landesregierung, wahrnimmt. Die CIO auf Landesebene sind unterschiedlich organisiert und haben teilweise zusätzlich zum Amt des CIO andere Aufgabenbereiche wie z. B. Minister oder Staatssekretär inne.
| Bundesland             | Beauftragte               |
| ---------------------- | ------------------------- |
| Baden-Württemberg      | Stefan Krebs              |
| Bayern                 | Fabian Mehring            |
| Berlin                 | Martina Klement           |
| Brandenburg            | Markus Grünewald          |
| Bremen                 | Carola Heilemann-Jeschke  |
| Hamburg                | Jörn Riedel               |
| Hessen                 | Patrick Burghardt         |
| Mecklenburg-Vorpommern | Ina-Maria Ulbrich         |
| Niedersachsen          | Horst Baier               |
| Nordrhein-Westfalen    | Daniel Sieveke            |
| Rheinland-Pfalz        | Fedor Ruhose              |
| Saarland               | Elena Yorgova-Ramanauskas |
| Sachsen                | Daniela Dylakiewicz       |
| Sachsen-Anhalt         | Bernd Schlömer            |
| Schleswig-Holstein     | Tobias Goldschmidt        |
| Thüringen              | Milen Starke              |
| Bund                   | Markus Richter            |

Die CIO der Länder und des Bundes vertreten ihr jeweiliges Land bzw. den Bund im IT-Planungsrat. Der IT-Planungsrat ist ein föderales Abstimmungs- und Koordinierungsgremium in IT-Angelegenheiten, das gemäß Artikel 91c des Grundgesetzes geschaffen wurde, um seine Aufgaben zu erfüllen.

### USA
Seit 2002 gibt es in den Vereinigten Staaten eine entsprechende Stelle. Vivek Kundra war der erste Amtsinhaber, der den Titel Federal Chief Information Officer of the United States verwendete.